# Charles Kurzman
Charles Kurzman (* 6. November 1963) ist ein Professor für Soziologie an der University of North Carolina at Chapel Hill, der zum Nahen Osten und Islamwissenschaften forscht.

## Ausbildung und Beschäftigung
Nachdem er 1986 seinen Bachelor of Arts an der Harvard University abgelegt hatte, ging er  an die University of California, Berkeley. Dort legte er 1992 seinen Master of Arts ab und stellte seine Dissertation 1997 fertig. Seit 1998 ist er an der University of North Carolina at Chapel Hill tätig.

## Veröffentlichungen
- The Missing Martyrs: Why There Are So Few Muslim Terrorists (2011)
- Democracy Denied, 1905–1915: Intellectuals and the Fate of Democracy (2008)
- The Unthinkable Revolution in Iran (2004)
- Modernist Islam, 1840–1940: A Sourcebook (2002)
- Liberal Islam: A Sourcebook (1998)